# Gettin' Old
Gettin' Old è il quarto album in studio del cantante statunitense Luke Combs, pubblicato nel 2023.

## Tracce
1. Growin' Up and Gettin' Old – 3:52 (Luke Combs, Rob Snyder, Channing Wilson)
2. Hannah Ford Road – 3:37 (Combs, Jamie Davis)
3. Back 40 Back – 3:05 (Combs, Ray Fulcher, Jeff Hyde, Driver Williams)
4. You Found Yours – 3:11 (Combs, Thomas Archer, Dan Isbell, James McNair)
5. The Beer, the Band, and the Barstool – 3:37 (Combs, Reid Isbell, Rob Williford)
6. Still – 3:23 (Combs, Davis, Fulcher, D. Isbell, Dustin Nunley)
7. See Me Now – 4:05 (Combs, Kenton Bryant, Fulcher, McNair)
8. Joe – 3:38 (Combs, Erik Dylan, James Slater)
9. A Song Was Born – 3:09 (Combs, Casey Beathard, D. Isbell, R. Isbell)
10. My Song Will Never Die – 4:06 (Eric Church, Travis Meadows, Jonathan Singleton)
11. Where the Wild Things Are – 3:59 (Randy Montana, Dave Turnbull)
12. Love You Anyway – 3:49 (Combs, Fulcher, D. Isbell)
13. Take You with Me – 3:26 (Combs, McNair, Williford)
14. Fast Car – 4:25 (Tracy Chapman)
15. Tattoo on a Sunburn – 3:45 (Combs, Fulcher, Ben Hayslip, D. Isbell)
16. 5 Leaf Clover – 3:30 (Combs, Jessi Alexander, Chase McGill)
17. Fox in the Henhouse – 3:54 (Combs, Davis, D. Isbell, Nunley)
18. The Part – 3:20 (Combs, Bryant, Fulcher)